# Wilde ezel
De wilde ezel (Equus africanus) is een zoogdier uit de familie van de paardachtigen (Equidae). De wetenschappelijke naam van de soort werd gepubliceerd door Heuglin en Fitzinger in 1866 als Asinus africanus.

## Kenmerken
De rug is 's zomers vaalgeel en 's winters vaalgrijs. De nek bevat een dunne rij recht overeind staande manen. De poten zijn bezet met variabele dwarsstrepen. De lichaamslengte bedraagt 2 tot 2,3 meter, de staart 45 cm en het gewicht 200 tot 230 kg.

## Leefwijze
Wilde ezels eten alle denkbare plantenkost, van grassen tot doornige acaciastruiken. Zij kunnen ook meerdere dagen zonder water.

## Paring
Om met vrouwtjes te mogen paren, moeten de mannetjes een territorium hebben gevestigd.

## Verspreiding en leefgebied
De soort komt voor in rotswoestijnen in Eritrea, Ethiopië en Somalië, waar de grondtemperatuur kan oplopen tot 50° C. Er zijn twee in het wild levende ondersoorten te onderscheiden: de Nubische wilde ezel en de Somalische wilde ezel.

## Bedreigde diersoort
Sinds 1996 staat de wilde ezel als ernstig bedreigde ("kritiek") diersoort op de Rode Lijst van de IUCN. Volgens documentatie uit 2008 waren er toen hoogstens 200 volwassen dieren op de wereld en geen enkele deelpopulatie was groter dan 50 dieren. De dieren worden in hun voortbestaan bedreigd door jacht (voor voedselvoorziening maar ook voor medische toepassingen) en vernietiging van het leefgebied. De dieren hebben geen toegang tot voedsel- en waterbronnen omdat ze daarvoor moeten concurreren met het vee van herdersvolken. Daarnaast is hybridisatie met tamme ezels een gevaar.